# 奥津敬一郎
奥津 敬一郎（おくつ けいいちろう、1926年〈大正15年〉8月6日 - 2017年〈平成29年〉9月8日）は、日本の言語学者。東京都立大学名誉教授。文学博士。

## 経歴
神奈川県横浜市出身。1950年に東京文理科大学哲学科卒、1955年に同大学院修了。
米国国務省外務研究所専任講師、1962年に国際基督教大学専任講師、助教授、教授をへて、1973年に東京都立大学教授、1987年に定年退官、名誉教授となり、日本女子大学文学部教授。1992年に神田外語大学教授。1999年に退任。
いわゆる「うなぎ文」という呼称を定着させた人物である。

## 著作

### 単著
- 『生成日本文法論 名詞句の構造』大修館書店、1974年9月。 NCID BN00567702。全国書誌番号:75019156。
- 『「ボクハウナギダ」の文法 ダとノ』くろしお出版、1978年3月。 NCID BN01820377。
  - 『「ボクハウナギダ」の文法 ダとノ』（第3版）くろしお出版、1978年3月。全国書誌番号:81041385。
  - 『「ボクハウナギダ」の文法 ダとノ』（第4版）くろしお出版、1983年5月。 NCID BN02361005。
  - 『「ボクハウナギダ」の文法 ダとノ』（第8版）くろしお出版、1993年11月。 NCID BN10270608。
  - 『「ボクハウナギダ」の文法 ダとノ』（新装版）くろしお出版、1999年11月。ISBN 9784874240854。 NCID BA45100646。全国書誌番号:21377222。
- 『拾遺日本文法論』ひつじ書房〈ひつじ研究叢書 言語篇 第8巻〉、1996年10月。ISBN 9784938669638。 NCID BN15400019。全国書誌番号:97034723。
- 『連体即連用？ 日本語の基本構造と諸相』ひつじ書房〈ひつじ研究叢書 言語篇 第54巻〉、2007年8月。ISBN 9784894763500。 NCID BA83372425。全国書誌番号:21351490。

### 執筆
- 国際交流基金日本語国際センター 編『日本語への招待 文法と語彙』凡人社、1990年3月。 NCID BN04630811。全国書誌番号:。

### 共著
- 奥津敬一郎、沼田善子、杉本武『いわゆる日本語助詞の研究』凡人社、1986年4月。ISBN 9784893580894。 NCID BN00598353。全国書誌番号:90049607。

### 共編
- 大久保忠利・奥津敬一郎 編『日本文法の見えてくる本』汐文社〈新・日本語講座 2〉、1975年3月。 NCID BN00667092。全国書誌番号:75009703。

### 論文
- 奥津敬一郎「ヘーゲル哲学の成立と構造」『哲学論叢』第16号、東京教育大学哲学会、1954年3月、115-127頁、CRID 1520853833688573824。
- 奥津敬一郎「日本語における引用構造と間接化転形」『言語研究』第1969巻第55号、日本言語学会、1969年、104-106頁、CRID 1390282680098380160、doi:10.11435/gengo1939.1969.55_104、ISSN 0024-3914。
- 奥津敬一郎「数量的表現の文法」『日本語教育』第14巻、1969年、42-60頁、CRID 1571417125356228992。
- 奥津敬一郎「引用構造と間接化転形」『言語研究』第1970巻第56号、日本言語学会、1970年、1-26頁、CRID 1390282680098407424、doi:10.11435/gengo1939.1970.1、ISSN 00243914。
- 奥津敬一郎「形式副詞論序説:「タメ」を中心として」『人文学報』第104号、東京都立大学人文科学研究科人文学報編集委員会、1975年1月、1-17頁、CRID 1520854805386508800、ISSN 03868729。
- 奥津敬一郎「ウナギ文はどこから来たか」『国語と国文学』第58巻第5号、筑摩書房、1981年5月、76-88頁、CRID 1520572358901961216、ISSN 03873110。
- 奥津敬一郎「数量詞移動再論」『人文学報』第160号、東京都立大学人文科学研究科人文学報編集委員会、1983年3月、1-24頁、CRID 1520010379857547904、ISSN 03868729。
- 奥津敬一郎「やりもらい動詞」『国文学 : 解釈と鑑賞』第51巻第1号、ぎょうせい、1986年1月、96-102頁、CRID 1520573328520013568、ISSN 03869911。
- 奥津敬一郎「自然現象を表す機能動詞文と連体・連用の対応(前編)」『言語科学研究 : 神田外語大学大学院紀要』第1巻、神田外語大学大学院、1995年3月、37-48頁、CRID 1050845762763929344、ISSN 13476203。
- 奥津敬一郎「「うなぎ文という幻想」の幻想:野田尚史氏への反論」『國文學 : 解釈と教材の研究』第46巻第7号、學燈社、2001年6月、122-128頁、CRID 1521136280027389696、ISSN 04523016。
- 奥津敬一郎「寄稿 接続のうなぎ文:やっぱり述語代用説」『日本語教育』第111号、日本語教育学会、2001年10月、2-15頁、CRID 1520009407601507328、ISSN 03894037。
- 奥津敬一郎「言語における普遍と特殊:うなぎ文をめぐって」『日中言語対照研究論集』第8号、日中言語対照研究会、2006年5月、1-7頁、CRID 1523106604895491840、ISSN 13448951。